# Onthophagus obtusicornis
Onthophagus obtusicornis là một loài bọ cánh cứng trong họ Bọ hung (Scarabaeidae).